# Lasallia
Lasallia es un género de hongos liquenizados perteneciente a la familia Umbilicariaceae. El género contiene 12 especies de amplia distribución, pero que aparecen mayoritariamente en regiones templadas. El análisis filogenético del ITS del ADN nuclear ha demostrado que se trata de un género monofilético.
El análisis por HPLC de once especies de Lasallia  reveló la presencia de varios metabolitos secundarios en este género, entre ellos: ácido girofórico, ácido lecanórico, ácido umbilicárico, 7-cloroemodina, valsarina y skyrina, ácido hiáscico y ácido ovoico.